# Iwan Kuźmenko
Iwan Semenowycz Kuźmenko (ukr. Іван Семенович Кузьменко, ros. Иван Семенович Кузьменко, Iwan Siemionowicz Kuźmienko; ur. 2 października?/15 października 1912 w Jekaterynosławiu, zm. 24 lutego 1943 w Kijowie) – ukraiński piłkarz, grający na pozycji pomocnika.

## Kariera piłkarska

### Kariera klubowa
W 1928 rozpoczął karierę piłkarską w zespole branży handlowej Sowtorgsłużaszczije Dniepropetrowsk. Od 1933 bronił barw Dynama Dniepropetrowsk. W maju 1935 przeszedł do Dynama Kijów. Bardzo mocno strzelał do bramki, zdobywając tym samym gole z 25-30 metrów. Po zajęciu Kijowa przez niemieckich okupantów został jeńcem wojennym. Po wyjściu z niewoli razem z innymi piłkarzami z Kijowa w zakładzie piekarskim zorganizowali drużynę Start Kijów. W 1942 piłkarze rozegrali dziewięć meczów towarzyskich. Uczestniczył w „meczu śmierci”, po którym trafił do obozu koncentracyjnego. 24 lutego 1943 rozstrzelany przez Niemców w Babim Jarze.

### Kariera reprezentacyjna
Bronił barw reprezentacji Dniepropetrowska (1933-1934), Kijowa (1935-1940), Ukraińskiej SRR (1934).

## Sukcesy i odznaczenia

### Sukcesy klubowe
- wicemistrz ZSRR: 1936 (wiosna)
- brązowy medalista Mistrzostw ZSRR: 1937
- zdobywca Pucharu Ukraińskiej SRR: 1937, 1938

### Sukcesy indywidualne
- wybrany do listy 55 najlepszych piłkarzy ZSRR: Nr 2 (1938)